# Cidade Velha
Cidade Velha (früher Ribeira Grande), seit 2005 (wieder) Ribeira Grande de Santiago, ist eine Stadt im Distrikt Ribeira Grande de Santiago. Sie ist die ehemalige Hauptstadt Kap Verdes auf der Insel Santiago. Cidade Velha liegt auf einer Höhe von 5 Metern über dem Meeresspiegel und hatte 2010 1214 Einwohner. Der Distrikt Ribeira Grande de Santiago hatte zur gleichen Zeit eine Population von 8325 Einwohnern.
2009 wurde das historische Zentrum als UNESCO-Welterbe anerkannt, nach seiner zweiten Bewerbung. Der prämierte Dokumentarfilm O Arquitecto e a Cidade Velha dokumentierte den gescheiterten ersten Bewerbungsversuch 2000–2003 unter Mitwirkung des portugiesischen Architekten Álvaro Siza Vieira.

## Geschichte
Ribeira Grande (port.: großes Tal) wurde durch Antonio da Noli als erste Siedlung auf den kapverdischen Inseln im Jahr 1462 errichtet. Sie war gleichzeitig die erste ständige europäische Siedlung in den Tropen. Siedler wurden von der Insel Madeira angeworben.
1466 erhielt die Siedlung das königliche Monopol auf den Sklavenhandel und gewann danach rasch große Bedeutung. Sklaven aus Guinea-Bissau und aus Sierra Leone wurden von hier aus nach Brasilien und in die Karibik verschifft. Das große Tal von Ribeira Grande diente dabei als natürliches Gefängnis. In der Kirche wurden die Sklaven getauft und erzielten so höhere Preise.
1532 wurde der Ort Bischofssitz und 1572 wurden ihr der Titel Stadt verliehen (portugiesisch Cidade). Vasco da Gama (1497) und Christoph Columbus (1498) legten hier auf ihren Entdeckungsreisen an. 1585 und 1586 überfiel Sir Francis Drake die Stadt zweimal.
Die große Bedeutung von Ribeira Grande im 17. Jahrhundert als Versorgungshafen der Portugiesischen Indien Flotten, sowie der Flotten nach Brasilien und als Zentrum des portugiesischen Sklavenhandels wurde 1712 durch den Franzosen Jaques Cassart beendet, der die Stadt plünderte und zerstörte.
Heute ist Cidade Velha ein kleines Fischerdorf, das ehemalige Tal der Sklaven wird landwirtschaftlich genutzt (Zuckerrohr, Kokosnüsse, Mangos).

## Sehenswürdigkeiten
Der Pelourinho (Pranger) aus dem Jahre 1512 erinnert an die Geschichte des Sklavenmarktes in Ribeira Grande.
Aus dem Jahr 1495 stammt die Kirche Nossa Senhora do Rossario. Daneben sind noch Ruinen der Kirche und des Konventes von S. Francisco (ehemaliges Priesterseminar) sowie die Ruinen der Kathedrale erhalten.
1587 wurde mit dem Bau des Forte Real de São Filipe begonnen, nachdem sich die Piratenangriffe gehäuft hatten.

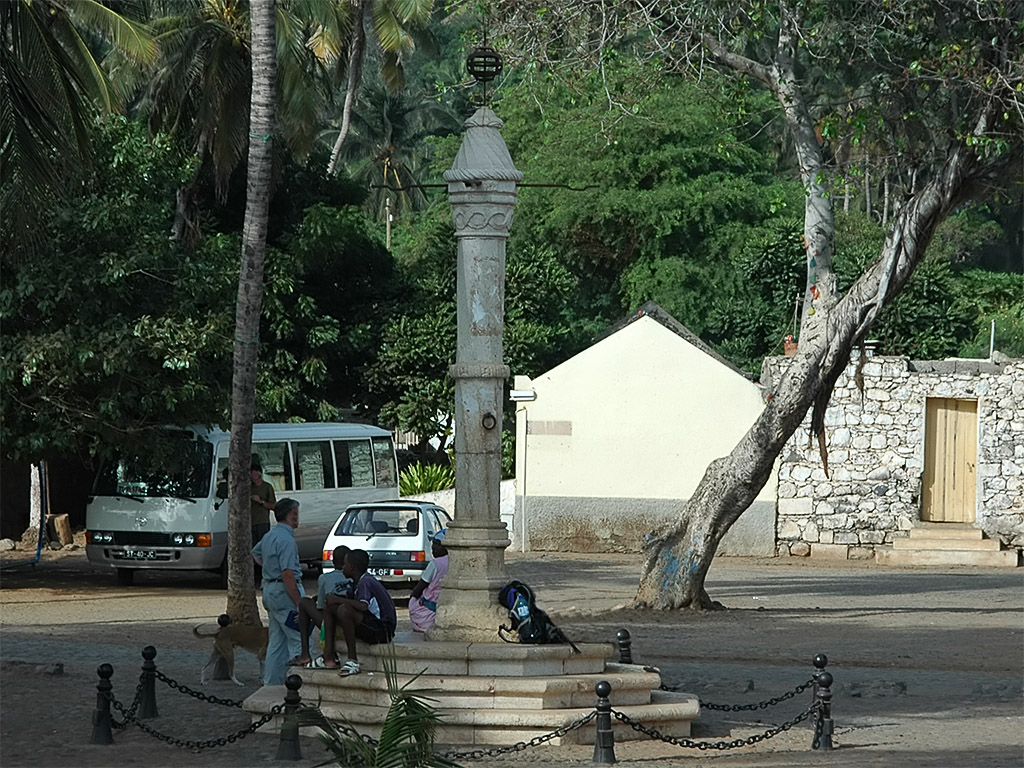
Pelourinho
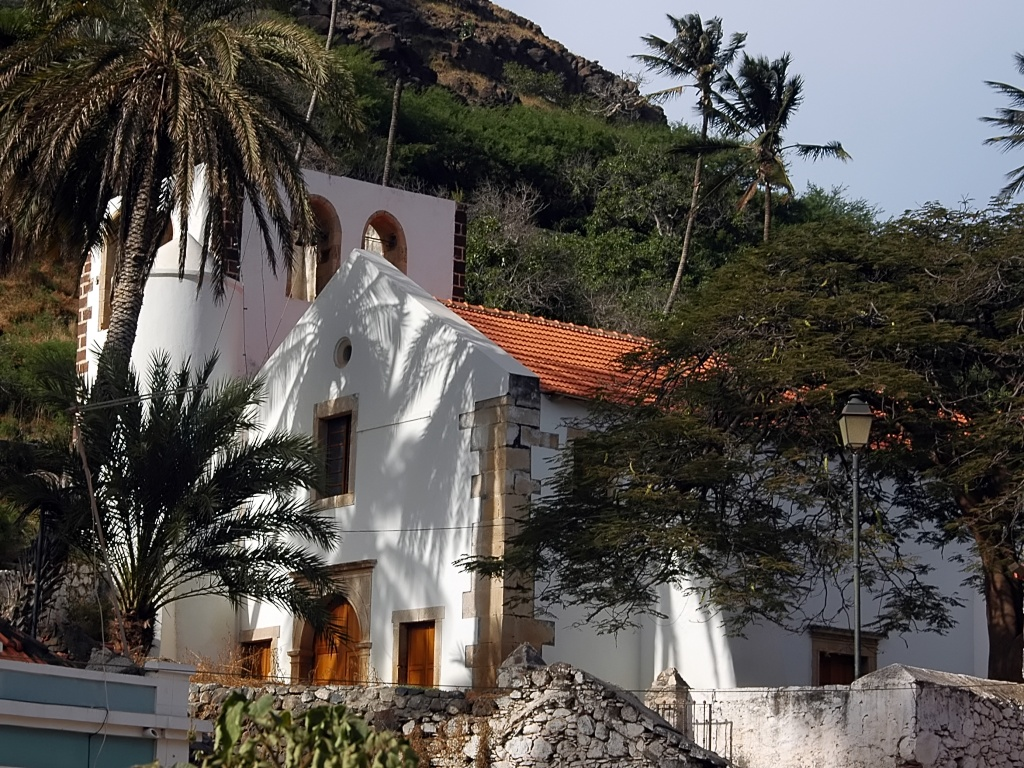
Nossa Senhora do Rosário
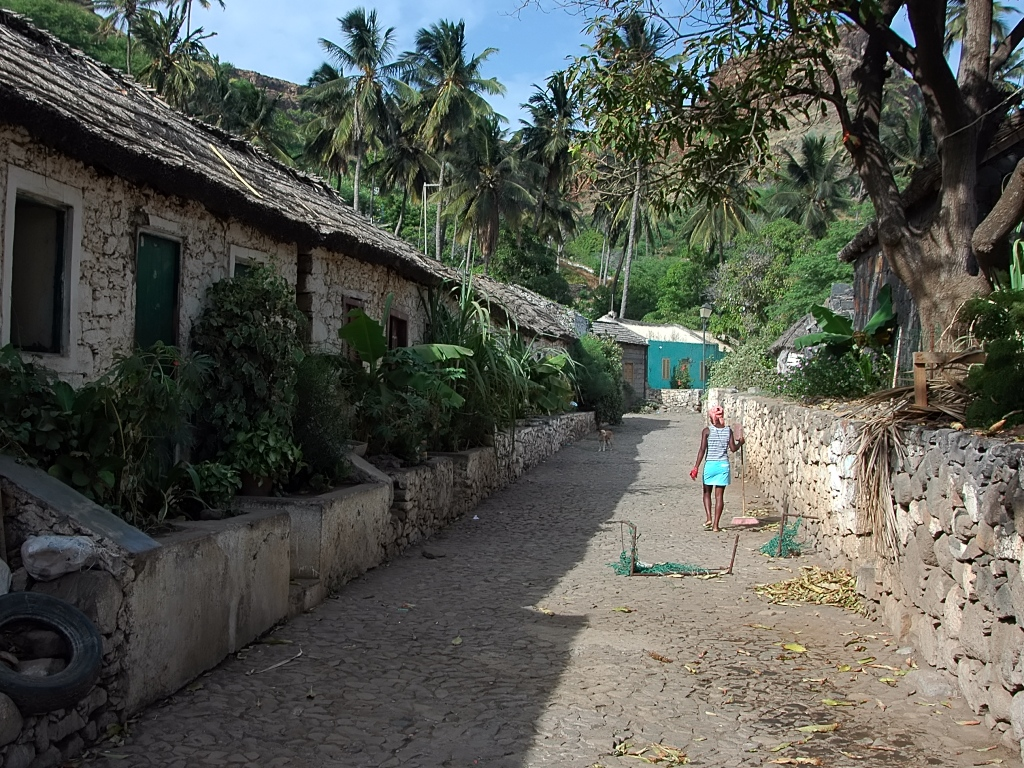
Rua da Banana
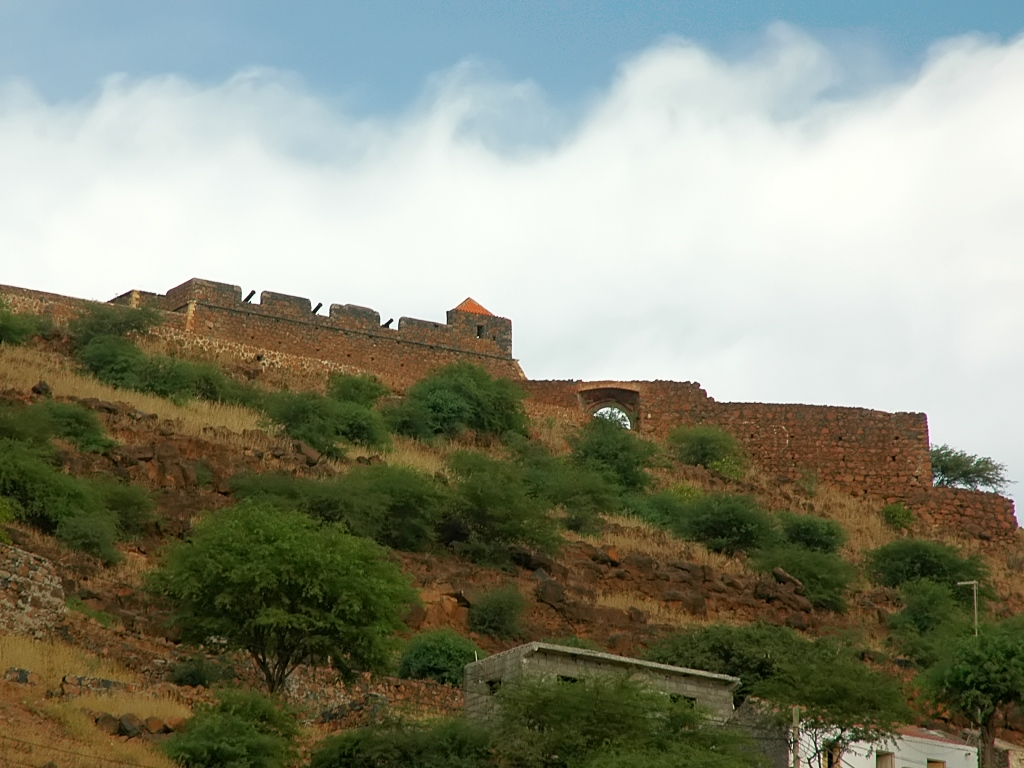
Forte Real de São Filipe